# 復興局
復興局（日语：／ Fukkūkyoku */?）是根据2012年2月生效的重建機構設置法（復興廳設置法）第17條设立的地方機構。
復興廳本部設在東京(35°40′23.1″N 139°44′52.9″E / 35.673083°N 139.748028°E)，而三個重災區則設有復興局分別在盛岡市的岩手復興局、仙台市的宮城復興局、福島市的福島復興局，而每個復興局各有2個支所，還有由復興廳管轄的兩個獨立事務所，分別為茨城事務所及青森事務所組成 ，目前兩個事務所分別於2016年3月及2018年3月結束服務。

## 概要
復興局負責復興廳管轄的部分事務，負責與管轄範圍內的各行政機關及相關民間企業就2011年3月11日發生日本東北地方太平洋近海地震災後重建項目進行商討和協調。
總部復興廳在嚴重受災的三個地區設立復興局，每個復興局都有兩個支所（總部與分局都設在都道府縣廳）。復興局由復興廳的復興副大臣及復興大臣政務官所負責管理設立，每個復興局都有一名復興局長、復興局次長和行政機構。
福島復興局設有富岡支所、浪江支所及負責去污的環境省福島地區環境辦公室和控制核災警急對策總部(オフサイトセンタ)负责疏散命令区域的重建。
依《復興廳設置法》第21條規定，復興廳原在震災發生10年後的2021年3月31日前廢止。2020年，日本國會通過改廢止日期為震災發生20年後的2031年3月31日前。

## 沿革
東日本大震災復興基本法
- 2011年（平成23年）
  - 3月11日：發生2011年日本東北地方太平洋近海地震（東日本大地震）。
  - 4月14日：東日本大震災復興構想會議（日语：東日本大震災復興構想會議）第1次會議。
  - 6月24日：公佈實施《東日本大震災復興基本法（日语：東日本大震災復興基本法）》。
  - 12月9日：頒布《復興廳設置法（日语：復興庁設置法）》[4] 。
- 2012年（平成24年）
  - 2月10日
    - 復興廳設置法（日语：復興庁設置法）的實施。
    - 復興廳成立。
- 2013年（平成25年）12月3日：福島復興局設立還回歸境改善中心（福岛县双叶郡河内村）[5] 。
- 2016年（平成28年）3月31日：青森事務所关闭。[6]
- 2017年（平成29年）5月30日：福島復興局回歸環境改善中心，從川内村迁至富岡町。
- 2018年（平成30年）3月31日：茨城事務所关闭。[7]
- 2019年（令和元年）5月7日：
  - 福島復興局（日语：福島復興再生総局）的磐城支所從磐城市遷址至富冈町，更名为富岡支所。
  - 福島復興局（日语：福島復興再生総局）的南相馬支所從南相马市遷址至浪江町，更名为浪江支所。[8]
- 2021年（令和3年）4月1日：
  - 岩手復興局从盛冈市迁至釜石市。原復興局更名為盛冈支所。
  - 宮城復興局从仙台市迁至石卷市。原復興局更名為仙台支所。
  - 福島復興局（日语：福島復興再生総局）的返回環境改善中心更名為返回/搬迁环境改善中心。

## 一覽表
| 姓名                     | 管辖权 | 安装     | 安装                                                                                     | 安装                                 |
| 姓名                     | 管辖权 | 城市     | 位置                                                                                     | 时期                                 |
| ------------------------ | ------ | -------- | ---------------------------------------------------------------------------------------- | ------------------------------------ |
| 青森事务所               | 青森县 | 八户市   | 40°30′31.7″N 141°26′28.9″E / 40.508806°N 141.441361°E                                    | 2012 年2 月 10日 - 2016 年 3 月 31日 |
| 岩手復興局               | 岩手县 | 釜石市   | 39°15′59.2″N 141°53′7.2″E / 39.266444°N 141.885333°E岩手縣釜石市松原町3-10-22小澤大廈4樓 | 2012年2月10日                        |
| └ 盛岡支所               | 岩手县 | 盛冈市   | 39°42′14.2″N 141°8′55.3″E / 39.703944°N 141.148694°E                                     | 2012年2月10日                        |
| └ 宮古支所               | 岩手县 | 宫古市   | 39°38′32.1″N 141°57′3.1″E / 39.642250°N 141.950861°E                                     | 2012年2月10日                        |
| 宮城復興局               | 宫城县 | 石卷市   | 38°26′42.2″N 141°17′20.5″E / 38.445056°N 141.289028°E宮城縣石卷市穀町12-24 沙龍大廈內    | 2012年2月10日                        |
| └ 仙台支所               | 宫城县 | 仙台市   | 38°15′50.9″N 140°52′19.3″E / 38.264139°N 140.872028°E                                    | 2012年2月10日                        |
| └ 氣仙沼支所             | 宫城县 | 氣仙沼市 | 38°54′12.9″N 141°34′16.6″E / 38.903583°N 141.571278°E                                    | 2012年2月10日                        |
| 福島復興局               | 福岛县 | 福岛市   | 37°45′14.4″N 140°27′48.5″E / 37.754000°N 140.463472°E福島縣福島市榮町11-25 AXC大廈7樓    | 2012年2月10日                        |
| └ 富岡支所               | 福岛县 | 富岡町   | 37°20′23.6″N 141°0′41.8″E / 37.339889°N 141.011611°E                                     | 2012年2月10日                        |
| └ 浪江支所               | 福岛县 | 浪江町   | 37°29′32.4″N 140°59′27.8″E / 37.492333°N 140.991056°E                                    | 2012年2月10日                        |
| └返回/搬迁等環境改善中心 | 福岛县 | 富冈町   | 37°20′43.4″N 141°0′31.7″E / 37.345389°N 141.008806°E                                     | 2013年12月3日                        |
| 茨城办事处               | 茨城县 | 水户市   | 36°22′38.8″N 140°28′37.2″E / 36.377444°N 140.477000°E                                    | 2012年2月10日- 2018年3月31日         |

## 行政組織
- 岩手復興局（岩手县釜石市）
  - 庶務(庶務組)
    - 人事、服務相關
    - 總務、會計
    - 信息統整等

  - 地區振興(地區振興組)
    - 地區振興、「新東北」相關
    - 產業、生活
    - 住房和城鎮重建
    - 漁業相關
    - ALPS處理水[9]等等

  - 盛岡支所（岩手县盛冈市）
    - 協調
      - 規劃協調組

  - 宮古支所（岩手县宫古市）
    - 受害者支持
      - 受害者支持小組
- 宫城复兴局（宫城县石卷市）
  - 企业合作推进办公室
  - 匯總
    - 匯總組
    - 總務/會計組

  - 受害者支持
    - 受災者支援/核灾重建小组

  - 業務推廣/資助
    - 城鎮建設推進/活用組

  - 促进工业和旅游业
    - 產業支持/旅遊觀光組

  - 仙台支所（宫城县仙台市）
  - 氣仙沼支所（宫城县氣仙沼市）
- 福島复兴局（福岛县福岛市）
  - 匯總
    - 匯總组

  - 重建系統
    - 規劃組/特區組
    - 撥款组
    - 回歸/再生
    - 移民/定居組

  - 重建支援/个别自治會
    - 區域组

  - 富岡支所（福岛县雙葉郡富冈町）
  - 浪江支店（福岛县雙葉郡浪江町）
  - 返回/搬迁等環境改善中心（福岛县雙葉郡富冈町）